# Сибур (город)
Сибур (фр. Ciboure , баск. Ziburu) — город и коммуна во французском департаменте Атлантические Пиренеи, округ Байонна, кантон Сен-Жан-де-Люз.

## Географическое положение
Сибур находится на побережье Атлантического океана, напротив города Сен-Жан-де-Люз, в устье реки Нивель. Сибур — типичный баскский городок в лабурданском стиле.

## Население
Население коммуны на 2010 год составляло 6824 человека.
| 1962 | 1968 | 1975 | 1982 | 1990 | 1999 | 2010 |
| ---- | ---- | ---- | ---- | ---- | ---- | ---- |
| 5870 | 6376 | 6371 | 6205 | 5849 | 6286 | 6824 |

## Знаменитые земляки
- Морис Равель (1875—1937) — композитор